# COVID-19 в Нагорно-Карабахской Республике
В статье описывается влияние пандемии COVID-19 на непризнанную Республику Арцах (Нагорно-Карабахская Республика), распространение коронавирусной инфекции COVID-19 в стране и принимаемые меры борьбы с ней. COVID-19 является опасным заболеванием, вызываемым новым коронавирусом SARS-CoV-2.
По данным на 17 сентября 2020 года было выявлено 349 случаев заражения, 311 человек выздоровело, проведено в общей сложности 13 272 тестов. Зафиксированы два случая смерти у инфицированных коронавирусной инфекцией, однако смерть наступила по иным причинам.

## Хронология

### Март 2020 года
20 марта министерство иностранных дел Республики Арцах приняло решение ограничить визиты в республику делегаций и отдельных лиц, а также предоставление разрешения на въезд иностранным гражданам.
26 марта Армения закрыла границу с Республикой Арцах для предотвращения распространения вируса в непризнанную республику, в которой 31 марта намечались государственные выборы.

### Апрель 2020 года
7 апреля был зарегистрирован первый случай заболевания COVID-19. Житель вернулся из Армении в село Мирик Кашатагского района (в 39 км от Бердзора (Лачын) и 89 км от Степанакерта (Ханкенди)) и был доставлен на машине скорой помощи в медицинский центр Кашатага утром 2 апреля. Все 17 человек, которые контактировали с этим человеком, не имели симптомов болезни и заранее были самоизолированы по соображениям безопасности.
10 апреля были зарегистрированы два новых случая заражения коронавирусной инфекцией, один из которых в городе Карвачар, Шаумяновский район.
15 апреля в соответствии с решением, принятым 14 апреля специальной комиссией по чрезвычайным ситуациям Республики Арцах, свободное передвижение граждан было ограничено административными границами соответствующих деревень и регионов: в Мирике, Мошатаге (Бозлу), Цицернаванке ( Гюсюлю) и Карвачаре (Кельбаджар) Кашатагского района, а также Верин Хоратахе, Кочоготе (Яйиджи) и Атерке (Гасанриз) Мартакертского района.

### Май 2020 года
По данным на 6 мая в Республике Арцах было проведено 310 тестов. Количество подтвержденных случаев не увеличилось.

### Июнь 2020 года
В связи с эпидемиологической ситуацией с 3 июня по указанию министра здравоохранения в зданиях и районах всех медицинских учреждений проводятся дезинфекционные работы.
По данным на 5 июня случаи заражения новой коронавирусной инфекцией подтвердились у 57 граждан республики, 31 из которых уже излечились.
6 июня факт заражения коронавирусной инфекцией подтвердился еще у двух жителей Степанакерта, один из которых 71-летний гражданин, имеющий более десяти лет хроническое заболевание легких.
13 июня был выявлен случай заражения у 10 граждан, трое из которых являлись жителями Степанакерта.
23 июня число выявленных случаев заражения новой коронавирусной инфекцией в Арцахе превысило 100.

### Июль 2020 года
1 июля был выявлен новый очаг распространения коронавирусной инфекции в городе Шуши (Шуша).
3 июля новоизбранный президент Республики Арцах Араик Арутюнян решил объявить амнистию с учетом темпов распространения коронавирусной инфекции в стране.
С 8 июля граждане Арцаха на въезде в республику обязаны представлять экспертам Министерства здравоохранения результаты теста ПЦР давностью не более трех дней.
26 июля был зафиксирован случай летального исхода у инфицированной коронавирусом 90-летней женщины, однако смерть наступила по другим причинам.

## Помощь другим странам
В качестве содействия в борьбе с глобальной пандемией Республика Арцах направила в Калифорнию, США произведённые в стране медицинское оснащение и предметы.